# Уго Аяла
Уго Аяла (ісп. Hugo Ayala, нар. 31 березня 1987, Морелія) — мексиканський футболіст, захисник клубу «УАНЛ Тигрес».
Виступав, зокрема, за клуб «Атлас», а також національну збірну Мексики.

## Клубна кар'єра
Аяла є випускником футбольної академії «Атласа». В Апертурі 2005 року він був включений до заявки основної команди, але протягом турніру на полі так жодного разу і не з'явився. Лише 28 жовтня 2006 року в дербі проти «Гвадалахари» Уго дебютував у мексиканській Прімері. Протягом наступного року Аяла в основному виходив на заміну наприкінці матчу. З початком Клаусури 2007 Уго став гравцем основного складу. 27 серпня 2008 року в матчі проти столичної «Америки» Аяла забив свій перший гол за «Атлас». У липні 2009 року тренер «Атласа» Рікардо Лавольпе призначив 22-річного захисника капітаном команди замість завершившого кар'єру Бруно Маріоні.
Влітку 2010 року трансфер захисника викупив за 2 млн доларів «УАНЛ Тигрес». 25 липня в матчі проти «Керетаро» Уго дебютував за новий клуб. З першого ж сезону Уго став основним гравцем команди, провівши всі матчі у сезонах 2010/11 і 2011/12 без замін і в Апертурі 2011 в складі УАНЛ Тигрес став чемпіоном країни.
7 травня 2012 року в поєдинку проти «Монаркас Морелія» Аяла забив перший гол за нову команду. У складі УАНЛ він тричі став чемпіоном країни, а в 2015 році допоміг клубу вийти у фінал Кубка Лібертадорес. Наразі встиг відіграти за монтеррейську команду 208 матчів в національному чемпіонаті.

## Виступи за збірні
Протягом 2006—2008 років залучався до складу молодіжної збірної Мексики. На молодіжному рівні зіграв у 14 офіційних матчах.
11 березня 2009 року дебютував в офіційних іграх у складі національної збірної Мексики у товариському матчі проти збірної Болівії.
Влітку 2015 року Аяла потрапив у заявку на участь у Кубку Америки у Чилі, куди мексиканці були запрошені у статусі гостей. На турнірі він зіграв у матчах проти збірних Болівії, Чилі та Еквадору.
Через два роки у складі збірної був учасником розіграшу Золотого кубка КОНКАКАФ 2017 року у США.
Наразі провів у формі головної команди країни 31 матч.

## Титули і досягнення
- Чемпіон Мексики (3):

«УАНЛ Тигрес»: Апертура 2011, Апертура 2015, Апертура 2016
- Переможець Ліги чемпіонів КОНКАКАФ (1):

«УАНЛ Тигрес»: 2020

### Індивідуальні
- Найкращий центральний захисник Прімери Мексики: Апертура 2011